# Marcipa maculifera
Marcipa maculifera is een vlinder uit de familie spinneruilen (Erebidae). De wetenschappelijke naam is voor het eerst geldig gepubliceerd in 1881 door Mabille.
De soort komt voor in tropisch Afrika.